# Nuevo Corral Che'N el Ángel
Nuevo Corral Che'N el Ángel är en ort i Mexiko.   Den ligger i kommunen San Cristobal De Casas och delstaten Chiapas, i den sydöstra delen av landet, 800 km öster om huvudstaden Mexico City. Nuevo Corral Che'N el Ángel ligger 2 343 meter över havet och antalet invånare är 225.
Terrängen runt Nuevo Corral Che'N el Ángel är lite kuperad. Runt Nuevo Corral Che'N el Ángel är det ganska tätbefolkat, med 90 invånare per kvadratkilometer. Närmaste större samhälle är San Cristóbal de las Casas, 10,5 km väster om Nuevo Corral Che'N el Ángel. I omgivningarna runt Nuevo Corral Che'N el Ángel växer huvudsakligen savannskog.